# Mārtiņš Karsums
Mārtiņš Karsums (né le 26 février 1986 à Riga en République socialiste soviétique de Lettonie) est un joueur professionnel letton de hockey sur glace.

## Carrière

### Carrière junior
Karsums va jouer entre 2000 et 2003 pour différentes équipes de sa ville natale dans le championnat letton de hockey, le Latvijas Atklātais čempionāts.
En 2003, il traverse l'Atlantique et vient jouer dans la Ligue de hockey junior majeur du Québec pour l'équipe des Wildcats de Moncton. Son équipe échoue en finale des séries de la LHJMQ en 5 matchs contre l'Olympiques de Gatineau. Il termine alors cinquième pointeur de l'équipe sur la saison régulière avec 53 points. À l'issue de la saison, il participe au repêchage d'entrée dans la Ligue nationale de hockey et est choisi lors du second tour par les Bruins de Boston.
Il ne rejoint pas pour autant les Bruins et joue encore deux saisons dans la LHJMQ remportant en 2004-2005 le titre de joueur le plus utile des séries et le trophée Guy-Lafleur qui y est associé alors que son équipe remporte la saison régulière et les séries éliminatoires. L'équipe élimine les Remparts de Québec en six matchs mais ces mêmes Remparts rejoignent tout de même le tournoi final de la Ligue canadienne de hockey en tant que hôtes de la Coupe Memorial 2006. Le match décisif va se jouer entre les deux équipes de la LHJMQ pour la première finale 100 % LHJMQ de l'histoire de la Coupe et ce sont finalement les Remparts qui remportent le précieux trophée en prenant leur revanche 6 buts à 2.

### Carrière professionnelle
Le 22 mai 2006, il signe son premier contrat professionnel avec les Bruins pour trois saisons et passe l'intégralité des saisons 2006-2007 et 2007-2008 avec les Bruins de Providence dans la Ligue américaine de hockey, Providence étant affiliée à la franchise de Boston.
En décembre 2008, il est appelé pour jouer avec Boston pour pallier la blessure de Marco Sturm. Il joue six matchs avec l'équipe, passant le plus clair de son temps dans la LAH. Le 4 mars 2009, il  est échangé par les Bruins à la date limite des transactions dans la LNH en compagnie Matt Lashoff en retour du vétéran Mark Recchi du Lightning de Tampa Bay.

## Trophées et honneurs personnels

### Ligue continentale de hockey
- 2012 : participe au quatrième Match des étoiles avec l'association de l'Ouest.

## En club
| Saison    | Équipe                   | Ligue               |                   | Saison régulière  | Saison régulière  | Saison régulière  | Saison régulière  | Saison régulière |    | Séries éliminatoires | Séries éliminatoires | Séries éliminatoires | Séries éliminatoires | Séries éliminatoires |
| Saison    | Équipe                   | Ligue               | PJ                | B                 | A                 | Pts               | Pun               | PJ               | B  | A                    | Pts                  | Pun                  |                      |                      |
| 2000-2001 | Prizma Riga              | LAČ                 | 2                 | 0                 | 0                 | 0                 |                   |                  |    |                      |                      |                      |                      |                      |
| 2000-2001 | HK Lido Nafta Riga       | LAČ                 | 18                | 8                 | 6                 | 14                |                   |                  |    |                      |                      |                      |                      |                      |
| 2001-2002 | Prizma Riga              | VEHL div. B         | 16                | 7                 | 8                 | 15                | 4                 |                  |    |                      |                      |                      |                      |                      |
| 2001-2002 | Prizma Riga              | LAČ                 | 6                 | 4                 | 1                 | 5                 | 4                 |                  |    |                      |                      |                      |                      |                      |
| 2002-2003 | HK Riga 2000             | VEHL                | 2                 | 0                 | 0                 | 0                 | 0                 |                  |    |                      |                      |                      |                      |                      |
| 2002-2003 | Vilki Riga               | LAČ                 |                   | 7                 | 5                 | 12                | 14                |                  |    |                      |                      |                      |                      |                      |
| 2002-2003 | Prizma Riga              | VEHL div. B         | 10                | 5                 | 8                 | 13                | 28                |                  |    |                      |                      |                      |                      |                      |
| 2003-2004 | Wildcats de Moncton      | LHJMQ               | 60                | 30                | 23                | 53                | 76                | 20               | 8  | 9                    | 17                   | 14                   |                      |                      |
| 2004-2005 | Wildcats de Moncton      | LHJMQ               | 30                | 14                | 12                | 26                | 31                | 2                | 0  | 0                    | 0                    | 0                    |                      |                      |
| 2005-2006 | Wildcats de Moncton      | LHJMQ               | 49                | 34                | 31                | 65                | 89                | 21               | 15 | 11                   | 26                   | 22                   |                      |                      |
| 2006      | Wildcats de Moncton      | C. Memorial         | 5                 | 1                 | 3                 | 4                 | 6                 |                  |    |                      |                      |                      |                      |                      |
| 2006-2007 | Bruins de Providence     | LAH                 | 54                | 13                | 22                | 35                | 41                | 12               | 3  | 1                    | 4                    | 2                    |                      |                      |
| 2007-2008 | Bruins de Providence     | LAH                 | 79                | 20                | 43                | 63                | 57                | 10               | 7  | 3                    | 10                   | 6                    |                      |                      |
| 2008-2009 | Bruins de Providence     | LAH                 | 43                | 17                | 24                | 41                | 20                |                  |    |                      |                      |                      |                      |                      |
| 2008-2009 | Bruins de Boston         | LNH                 | 6                 | 0                 | 1                 | 1                 | 0                 |                  |    |                      |                      |                      |                      |                      |
| 2008-2009 | Lightning de Tampa Bay   | LNH                 | 4                 | 0                 | 1                 | 1                 | 0                 |                  |    |                      |                      |                      |                      |                      |
| 2009-2010 | Admirals de Norfolk      | LAH                 | 36                | 4                 | 12                | 16                | 6                 |                  |    |                      |                      |                      |                      |                      |
| 2009-2010 | Dinamo Riga              | KHL                 | 12                | 4                 | 4                 | 8                 | 16                | 9                | 2  | 1                    | 3                    | 4                    |                      |                      |
| 2010-2011 | Dinamo Riga              | KHL                 | 52                | 17                | 15                | 32                | 46                | 11               | 1  | 2                    | 3                    | 8                    |                      |                      |
| 2011-2012 | Dinamo Riga              | KHL                 | 54                | 20                | 13                | 33                | 46                | 7                | 1  | 4                    | 5                    | 0                    |                      |                      |
| 2012-2013 | Dinamo Riga              | KHL                 | 51                | 16                | 19                | 35                | 63                | -                | -  | -                    | -                    | -                    |                      |                      |
| 2013-2014 | HK Dinamo Moscou         | KHL                 | 42                | 17                | 8                 | 25                | 83                | 5                | 0  | 0                    | 0                    | 0                    |                      |                      |
| 2014-2015 | HK Dinamo Moscou         | KHL                 | 56                | 11                | 14                | 25                | 18                | 11               | 3  | 2                    | 5                    | 4                    |                      |                      |
| 2015-2016 | HK Dinamo Moscou         | KHL                 | 34                | 10                | 8                 | 18                | 14                | -                | -  | -                    | -                    | -                    |                      |                      |
| 2016-2017 | HK Dinamo Moscou         | KHL                 | 52                | 16                | 18                | 34                | 57                | 10               | 0  | 1                    | 1                    | 10                   |                      |                      |
| 2017-2018 | HK Spartak Moscou        | KHL                 | 34                | 3                 | 12                | 15                | 57                | -                | -  | -                    | -                    | -                    |                      |                      |
| 2018-2019 | HK Spartak Moscou        | KHL                 | 56                | 9                 | 15                | 24                | 46                | 6                | 2  | 2                    | 4                    | 2                    |                      |                      |
| 2019-2020 | HK Spartak Moscou        | KHL                 | 52                | 11                | 11                | 22                | 65                | 6                | 0  | 1                    | 1                    | 4                    |                      |                      |
| 2020-2021 | Krefeld Pinguine         | DEL                 | 25                | 3                 | 7                 | 10                | 12                | -                | -  | -                    | -                    | -                    |                      |                      |
| 2021-2022 | Dinamo Riga              | KHL                 | 28                | 4                 | 3                 | 7                 | 4                 | -                | -  | -                    | -                    | -                    |                      |                      |
| 2022-2023 | MHk 32 Liptovský Mikuláš | Extraliga Slo.      | 46                | 18                | 18                | 36                | 20                | -                | -  | -                    | -                    | -                    |                      |                      |
| 2023-2024 | HK Zemgale/LLU           | Optibet Hokeja Līga | Saison en cours ? | Saison en cours ? | Saison en cours ? | Saison en cours ? | Saison en cours ? |                  |    |                      |                      |                      |                      |                      |